# Conjunção (astronomia)

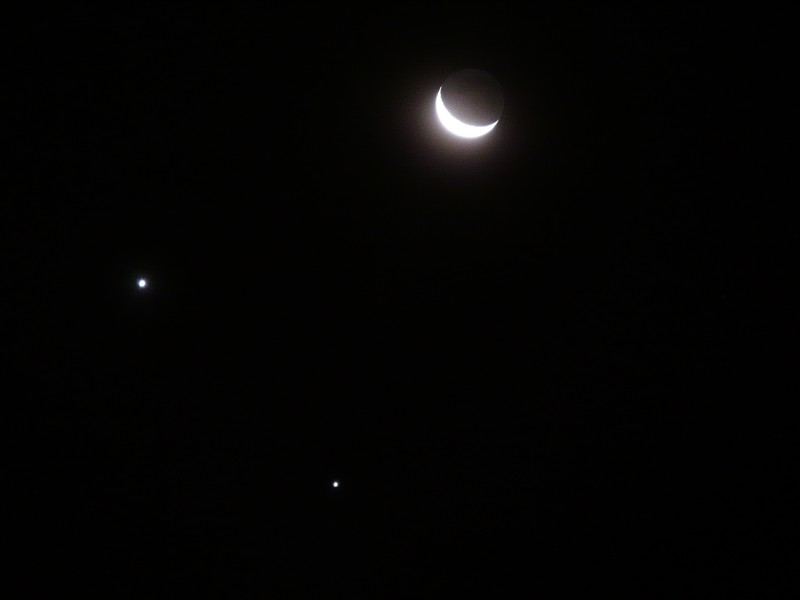
Conjunção triangular entre a Lua, Vênus e Júpiter, vista de São Paulo, no Brasil, em 1 de dezembro de 2008..

A conjunção é um termo utilizado tanto na astrologia quanto na astronomia, e significa que, como vistos de algum lugar (normalmente a Terra), dois corpos celestes aparecem perto um do outro no céu.
O símbolo astronômico e astrológico da conjunção é  (em Unicode x260c ☌).

Configurações planetárias no Sistema Solar projetadas no plano da eclíptica. O planeta na parte inferior da figura está em oposição.

## Conjunção superior
Os planetas superiores, os quais têm as suas órbitas externas em relação à Terra, estarão em  conjunção quando estiverem atrás do Sol em relação à posição da Terra. Neste momento, suas distâncias são máximas em relação ao nosso planeta.

## Conjunção inferior
Os planetas inferiores (Mercúrio e Vénus), além da conjunção superior, podem estar alinhados entre a Terra e o Sol, este alinhamento é chamado de em conjunção inferior.

## Oposição
O alinhamento entre um planeta superior, quando Terra fica entre ele e o Sol, é chamado de oposição.

## Quadratura
Caso o alinhamento forme um ângulo de 90º com o Sol, é chamado quadratura.